# Tarentola deserti
Tarentola deserti är en ödleart som beskrevs av  George Albert Boulenger 1891. Tarentola deserti ingår i släktet Tarentola och familjen geckoödlor. IUCN kategoriserar arten globalt som livskraftig. Inga underarter finns listade i Catalogue of Life.